# Cody Martin
Cody Lee Martin (Winston-Salem, 28 de setembro de 1995) é um jogador norte-americano de basquete profissional que atualmente joga no Phoenix Suns da National Basketball Association (NBA).
Ele jogou basquete universitário na Universidade Estadual da Carolina do Norte e na Universidade de Nevada e foi selecionado pelos Hornets na segunda rodada do draft da NBA de 2019.
Ele é o irmão gêmeo de Caleb Martin.

## Carreira no ensino médio
Martin jogou basquete na Oak Hill Academy com seu irmão gêmeo, Caleb Martin. Antes de jogar no Oak Hill, Cody e seu irmão jogaram três temporadas na Davie County High School em Mocksville, Carolina do Norte. Ele também jogou futebol americano em seu primeiro ano do ensino médio.
Os dois escolheram a Universidade Estadual da Carolina do Norte e rejeitaram as ofertas de Rutgers e Providence.

## Carreira universitária
Como estudante de segundo ano na NC State, ele teve médias de 6,0 pontos, 4,4 rebotes e 2,3 assistências. Após essa temporada, os gêmeos Martin escolheram se transferir para Nevada.
Depois de ficar de fora por uma temporada, Cody foi eleito o Jogador Defensivo do Ano da Mountain West Conference. Ele teve médias de 14 pontos, 6,3 rebotes e 4,7 assistências e levou a equipe a uma aparição no Torneio da NCAA. Após a temporada, ele e seu irmão se declararam para o draft da NBA de 2018 mas sem contratar um agente, preservando assim sua capacidade de retornar à faculdade. Eles também foram participantes do Draft Combine naquele ano, mas ambos decidiram ficar para a última temporada em Nevada.
Em sua última temporada, Martin teve médias de 12.1 pontos, 4.5 rebotes e 4.9 assistências.

## Carreira profissional

### Charlotte Hornets (2019-Presente)

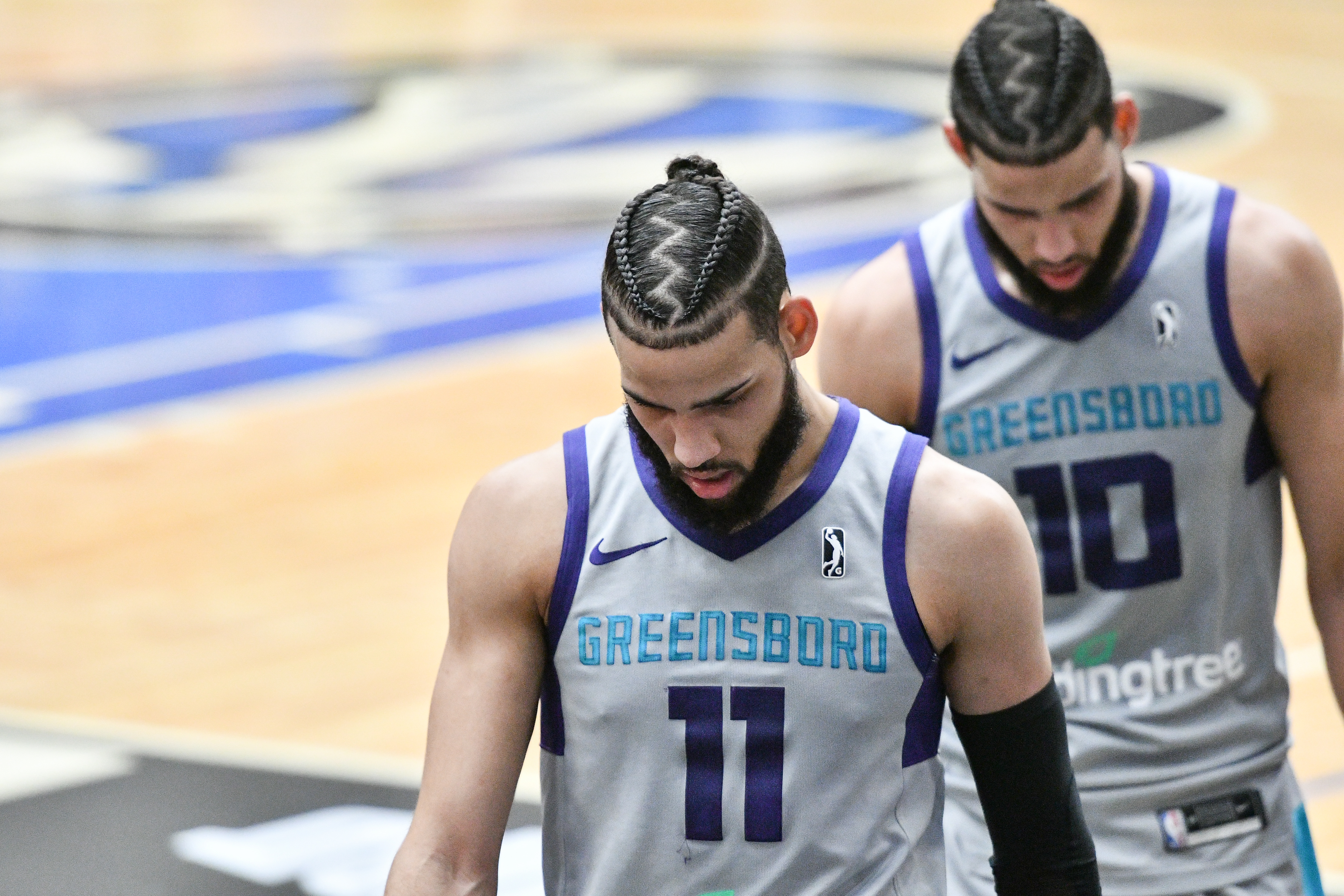
Cody (11) e Caleb Martin em 2019

Martin foi selecionado pelo Charlotte Hornets como a 36º escolha geral no draft da NBA 2019. Em 31 de julho de 2019, Martin assinou oficialmente um contrato de 3 anos e US$4.4 milhões com os Hornets.
Em 25 de outubro de 2019, Martin fez sua estreia na NBA em uma derrota por 99-121 para o Minnesota Timberwolves e registrou quatro pontos, quatro rebotes, uma assistência e um roubo de bola. Em 29 de novembro de 2019, Martin recebeu sua primeira designação para o afiliado dos Hornets na G League, o Greensboro Swarm.
Em 13 de fevereiro de 2020, ele registrou 13 pontos, o recorde da temporada, oito rebotes, três assistências e três roubos de bola em uma derrota por 100-112 para o Orlando Magic. Martin novamente marcou 13 pontos, junto com cinco rebotes, quatro assistências e duas roubadas de bola em uma derrota por 103-104 para o San Antonio Spurs.
Em 25 de abril de 2021, Martin registrou 13 pontos, o recorde da temporada, dez rebotes, cinco assistências e dois bloqueios na vitória por 125–104 sobre o Boston Celtics.
Em 15 de dezembro de 2021, Martin marcou 21 pontos, o recorde de sua carreira, oito rebotes e três assistências na vitória por 131–115 sobre os Spurs.
Em 2 de julho de 2022, Martin assinou um contrato de 4 anos e US$ 32 milhões com os Hornets. Ele perdeu quatro dos cinco jogos da pré-temporada dos Hornets com tendinopatia no joelho esquerdo. Em 19 de outubro, durante a vitória de abertura da temporada dos Hornets por 129–102 sobre o San Antonio Spurs, Martin jogou apenas 56 segundos antes de machucar o quadril e sair do jogo. Em 11 de novembro, ele foi submetido a uma artroscopia Martin voltou à escalação em 4 de janeiro de 2023, registrando quatro pontos, quatro rebotes e duas assistências na derrota por 131–107 para o Memphis Grizzlies.

## Estatísticas da carreira

### NBA

#### Temporada regular
| Ano      | Equipe    | PJ  | PT | MPJ  | AP   | 3P   | LL   | RT  | AS  | BR  | TO | PPJ |
| -------- | --------- | --- | -- | ---- | ---- | ---- | ---- | --- | --- | --- | -- | --- |
| 2019–20  | Charlotte | 48  | 3  | 18.8 | .430 | .234 | .646 | 3.3 | 2.0 | .8  | .2 | 5.0 |
| 2020–21  | Charlotte | 52  | 10 | 16.3 | .441 | .276 | .581 | 3.1 | 1.7 | .7  | .2 | 4.0 |
| 2021–22  | Charlotte | 71  | 11 | 26.3 | .482 | .384 | .701 | 4.0 | 2.5 | 1.2 | .5 | 7.7 |
| 2022–23  | Charlotte | 7   | 0  | 19.1 | .389 | .214 | .571 | 3.4 | 1.6 | .6  | .1 | 5.0 |
| 2023–24  | Charlotte | 28  | 22 | 26.9 | .381 | .314 | .606 | 3.9 | 3.7 | 1.1 | .6 | 7.5 |
| Carreira | Carreira  | 206 | 46 | 21.4 | .424 | .284 | .620 | 3.5 | 2.3 | .8  | .3 | 5.8 |

#### Play-In
| Ano  | Equipe    | PJ | PT | MPJ  | AP   | 3P   | LL   | RT  | AS  | BR  | TO | PPJ |
| ---- | --------- | -- | -- | ---- | ---- | ---- | ---- | --- | --- | --- | -- | --- |
| 2022 | Charlotte | 1  | 0  | 21.9 | .000 | .000 | .500 | 6.0 | 1.0 | 2.0 | .0 | 2.0 |

### Universidade
| Ano      | Equipe   | PJ  | PT | MPJ  | AP   | 3P   | LL   | RT  | AS  | BR  | TO  | PPJ  |
| -------- | -------- | --- | -- | ---- | ---- | ---- | ---- | --- | --- | --- | --- | ---- |
| 2014–15  | NC State | 19  | 3  | 11.4 | .475 | .000 | .529 | 2.0 | 1.2 | .5  | .3  | 3.4  |
| 2015–16  | NC State | 33  | 16 | 25.9 | .467 | .429 | .597 | 4.4 | 2.3 | 1.2 | .4  | 6.0  |
| 2017–18  | Nevada   | 36  | 34 | 35.7 | .516 | .294 | .701 | 6.3 | 4.7 | 1.7 | 1.5 | 14.0 |
| 2018–19  | Nevada   | 34  | 34 | 34.4 | .505 | .358 | .763 | 4.5 | 4.9 | 1.4 | .7  | 12.1 |
| Carreira | Carreira | 122 | 87 | 26.8 | .490 | .270 | .647 | 4.3 | 3.2 | 1.2 | .7  | 8.8  |